# Rock dominicain
Le rock dominicain désigne le rock joué et interprété par des groupes et artistes d'origine dominicaine. 

## Histoire
Les premières chansons de rock en espagnol enregistrées par un Dominicain sont chantées par Milton Peláez, parmi lesquelles : Carmencita, Paco Cara de Maco, Todo lo que tengo, Viejito ye ye et Por eso estamos como estamos. Milton Peláez est découvert par Rafael Solano, pianiste, compositeur, écrivain et ancien ambassadeur dominicain auprès de l'UNESCO, en 1965 dans la municipalité de Moca. En raison de son talent, il l'intègre à son groupe en tant que guitariste. La postérité de Peláez reste marqué par son travail en tant que musicien, librettiste et producteur de la télévision dominicaine en 1959.
Los Happy Boys est un groupe dans lequel il travaillait aux côtés du célèbre Bill Halley y sus Cometas, créateur de la chanson Around in the Clock, lors de leur présentation au Teatro Agua y Luz, construit sous le gouvernement de Rafael Leónidas Trujillo. Ce groupe musical, composé de Pericles Mejía, José Manuel Henríquez (Mané), Jorge Taveras et Mac Cordero, fait ses débuts sur Antena 7 (anciennement Rahintel), dans l'émission 777, animée par Tutín Beras Goico.
Los Masters est le premier groupe de rock formé par Luis Guzmán Molina, Macho Miolán et José Emilio Valenzuela. Ils se produisent sous le nom de Masters and Friends, avec les chanteurs Eddy Alba, Rigo Zapata à la basse et Andrés Aybar Aquino à la guitare.
Parmi les autres groupes notoires du genre, Ilegales remporte les Premios Casandra 1997, 1998 et 1999,.